# Adèle Exarchopoulos
Adèle Exarchopoulos ([adɛl ɛɡzaʁkɔpulɔs]) (Párizs, 1993. november 22. –) kétszeres César-díjas francia színésznő. 

## Élete és pályafutása
Didier Exarchopoulos gitároktató és Marina Niquet nővér lánya. Édesapja oldalán görög felmenőkkel rendelkezik.
2006-ban kezdett filmezéssel foglalkozni. Leginkább a 2013-ban bemutatott Adèle élete – 1–2. fejezet című alkotásból ismert Léa Seydoux partnereként. Alakításáért számos magas rangú díjban részesült, ő lett a legfiatalabb díjazott az Arany Pálma történetében. Elnyerte a Los Angeles-i Filmkritikusok Díját, a legígéretesebb fiatal színésznőnek járó César-díjat, valamint a Chopard Trófeát is, több más díj és jelölés mellett.
Egy gyermeke van.

## Filmográfia
- 2007: Boxes - Lilli
- 2007: Elhúztak a felnőttek, miénk a pálya - Marianne
- 2009: Tête de turc - Nina
- 2010: La Rafle - Anna Traube
- 2011: Chez Gino - Maria Roma
- 2011: Fehér négyzet - Marie
- 2013: Des morceaux de moi - Erell
- 2013: I Used to Be Darker - Camille
- 2013: Adèle élete – 1–2. fejezet - Adèle
- 2014: Qui vive - Jenny
- 2014: Voyage vers la mère - Marie Louise
- 2015: Les anarchistes - Judith Lorillard
- 2016: Lehetetlen szerelem - Anna Amari
- 2016: Az utolsó próba - Ellen
- 2016: Orpheline - Sandra
- 2017: A hűséges - Bénédicte "Bibi" Delhany
- 2018: The White Crow - Clara Saint
- 2019: Szex és pszihoanalízis - Margot Vasilis
- 2019: Revenir - Mona
- 2020: Forte - Make-up verkoopster
- 2020: Mandibules - Agnès
- 2020: Marseille északi része - Nora
- 2021: Rien à foutre - Cassandra
- 2022: Fumer fait tousser - Céline
- 2022: Les cinq diables - Joanne Soler
- 2023: Tolvajnők - Alex
- 2023: Passages - Agathe
- 2023: Az arcuk mindig előttem lesz - Chloé Delarme
- 2023: Lá régne animal - Julia Izquierdo
- 2023: Un métier sérieux - Meriem Bayan
- 2024: L'amour ouf - Jackie
- 2024: Agymanók 2. - Uncsi